# Гроруд-парк
Гроруд-парк (норв. Grorudparken) — громадський парк в Осло (Норвегія). Створений у 2013 році за проєктом норвезького бюро LINK arkitektur. 
Є одним з чотирьох нових парків в районі Гроруддален. Парк облаштований для занять спортом, ігор, відпочинку, проведення молодіжних програм, соціальної взаємодії і культурного відпочинку для місцевого населения. Площа парку складає 119 000 м².

## Проєкт
Проєктні роботи зі створення парку були виконані як проєкт ландшафтної архітектури LINK Landskap (бюро LINK arkitektur) на замовлення управління Департаменту муніципального водопостачання і каналізації Осло. Також для участі в проєкті були залучені й інші муніципальні департаменти, а саме Департамент відпочинку, Бюро планування, Бюро управління культурною спадщиною і Муніципалітет округу Гроруд. Планування було розпочато восени 2009 року.
За задумом авторів центральним елементом парку є річка Ална, тому існуючі культурні та історичні артефакти були вписані в новий ландшафт і до річки було організовано простіший доступ, а також створено кращий огляд.
У технічному плані проєкт мав деякі складнощі для архітекторів. Потрібно було продумати ослаблення наслідків повеней, систему управління зливовими потоками і очищення стоків. Також стояло питання очищення забруднених підґрунтових матеріалів. Архітекторам довелося співпрацювати з Multiconsult щодо раціонального використання дощових вод, гідрології, електрики та геології.

## Опис
Важливу роль при створенні парку грала встановлення правильного освітлення. У співпраці з ÅF Lighting був створений оригінальний концепт освітлення всього парку — був застосований зональний поділ, який надав ландшафту індивідуальності.
Також одним із завдань авторів проєкту було поліпшення якості води за допомогою різних технік очищення. Проєкт є першим у Норвегії прикладом використання фіторемедіації, яка сприяє скороченню викидів вуглецю, пов'язаних з транспортуванням ґрунту за межі дільниці рекультивації.
Зливові потоки з Трондгеймсвеєна та прилеглих територій очищаються за допомогою біоремедіційних ставків, перш ніж потрапити в річку Ална.
Парк облаштований для занять спортом, ігор, відпочинку, проведення молодіжних програм, соціальної взаємодії і культурного відпочинку для місцевого населения. Площа парку складає 119 000 м².